# Baksanita
La baksanita és un mineral de la classe dels sulfurs. Rep el nom de la vall de Baksan, a Rússia, on es troba la localitat tipus.

## Característiques
La baksanita és un sulfur de fórmula química Bi₆Te₂S₃. Va ser aprovada com a espècie vàlida per l'Associació Mineralògica Internacional l'any 1992. Cristal·litza en el sistema trigonal. La seva duresa a l'escala de Mohs es troba entre 1,5 i 2.
Segons la classificació de Nickel-Strunz, la baksanita pertany a «02.DC - Sulfurs metàl·lics, amb variable proporció M:S» juntament amb els següents minerals: hedleyita, ikunolita, ingodita, joseïta-B, kawazulita, laitakarita, nevskita, paraguanajuatita, pilsenita, skippenita, sulfotsumoïta, tel·lurantimoni, tel·lurobismutita, tetradimita, tsumoïta, joseïta-C, protojoseïta, sztrokayita, vihorlatita i tel·luronevskita.

## Formació i jaciments
Va ser descoberta al dipòsit de molibdè i tungstè de Tyrnyauz, a la vall de Baksan, dins la república de Kabardino-Balkària, a Rússia. També ha estat descrita a la prospecció Nezam Abad, a la província de Lorestan (Iran); a la mina Baolun, a l'illa de Hainan (República Popular de la Xina); i a Herichová, a la regió de Banská Bystrica (Eslovàquia). Aquests quatre indrets són els únics de tot el planeta on ha estat trobada aquesta espècie mineral.